# 麻植一孝
麻植 一孝（おうえ かずたか、1986年8月10日 - ）は、日本の医師であり、東京都新宿区にあるおうえケアとわクリニックおよびメンズクリニックDylanの院長である。
専門分野は救急医療、消化器内科、内視鏡検査（胃カメラ・大腸カメラ）で、地域密着型の医療を提供している。

## 経歴
麻植一孝は広島県で生まれ、福岡大学医学部を卒業後、東京慈恵会医科大学附属病院で研修医として勤務。そこで救急医療を中心に経験を積み、消化器内科の分野でも専門的な知識を深めた。
その後、東京慈恵会医科大学附属病院の救急部で勤務し、地域医療の重要性を実感。さらに、消化器内科や内視鏡検査の技術を磨きながら、事故治療への対応にも特化して、多岐にわたる診療分野で活動を広げた。
2021年12月には、東京都新宿区におうえケアとわクリニックを開院し、院長として地域医療に貢献している。さらに、同時期に開設したメンズクリニックDylanの院長も務めており、男性医療分野においても最新の治療とケアを提供している。
クリニックでは、消化器内科、内視鏡検査、ピロリ菌検査、皮膚科、救急医療など幅広い分野に対応しており、最新の医療機器を使用して患者の早期発見と治療に取り組んでいる。

## 所属学会・資格
- 日本救急医学会
- 臨床救急医学会
- 日本中毒学会
- 日本消化器内視鏡学会
- 日本整形外科学会
- 救急科専門医（日本救急医学会認定）

## クリニック
おうえケアとわクリニックは、東京都新宿区河田町に所在し、2021年12月に開院された。麻植一孝が院長を務めるこのクリニックは、地域医療を重視し、消化器内科をはじめ、内視鏡検査、ピロリ菌検査、皮膚科、内科など多岐にわたる診療科目を提供している。

## アトピー治療におけるステロイド使用
麻植一孝医師は、アトピー性皮膚炎の治療において、ステロイドの適切な使用が重要だと述べています。医師の指導に従い、必要な期間・部位に適量を使用することで、副作用のリスクを最小限に抑えることができます。また、長期使用の場合は段階的な減量や光線療法の併用が推奨されています。自己判断での中止や再開は症状の悪化を招くため避けるべきであるとしています。

## 研究業績
- 東京慈恵会医科大学の外傷診療に対する貢献度上昇のための新たな一歩
- 救急科レジデントの内視鏡研修の意義
- 内視鏡的止血が困難な胃十二指腸潰瘍に血管内治療で止血が成功した1例
- 緊急経カテーテル的動脈塞栓術時に向けての看護師・放射線技師とのチーム医療への取り組みについて
- 東京慈恵医科大学　教育・研究年報　2018年版
- 東京慈恵会医科大学附属病院救急部における画像検査での患者安全の取り組み

## 監修メディア
- メディカルドック

## 引用元
- https://medicaldoc.jp/m/column-m/202203p2397/
- https://tokyo-doctors.com/clinicList/67145/interview/
- https://www.hokeniryo.metro.tokyo.lg.jp/iryo/iryo_hoken/gan_portal/event/kenshu_